# Ashbury (Nova Gales do Sul)
Ashbury é um subúrbio localizado na região metropolitana do Oeste Interior de Sydney, no estado da Nova Gales do Sul, na Austrália. Encontra-se na área do governo local do Conselho do Oeste Interior com algumas áreas no Conselho de Canterbury-Bankstown e fica a cerca de 10 quilômetros a sudoeste do distrito empresarial central de Sydney. O código postal é 2193, o mesmo que o vizinho Canterbury. Ashbury é predominantemente residencial e não há nenhum centro comercial, embora existam algumas lojas na rua King. Seu principal ponto de referência é o Parque da Paz, o ponto mais alto da área do governo local de Canterbury. Ashbury derivou seu nome dos dois subúrbios vizinhos, Ashfield e Canterbury.
Sua população, segundo o censo de 2011, era de 3 134 habitantes.

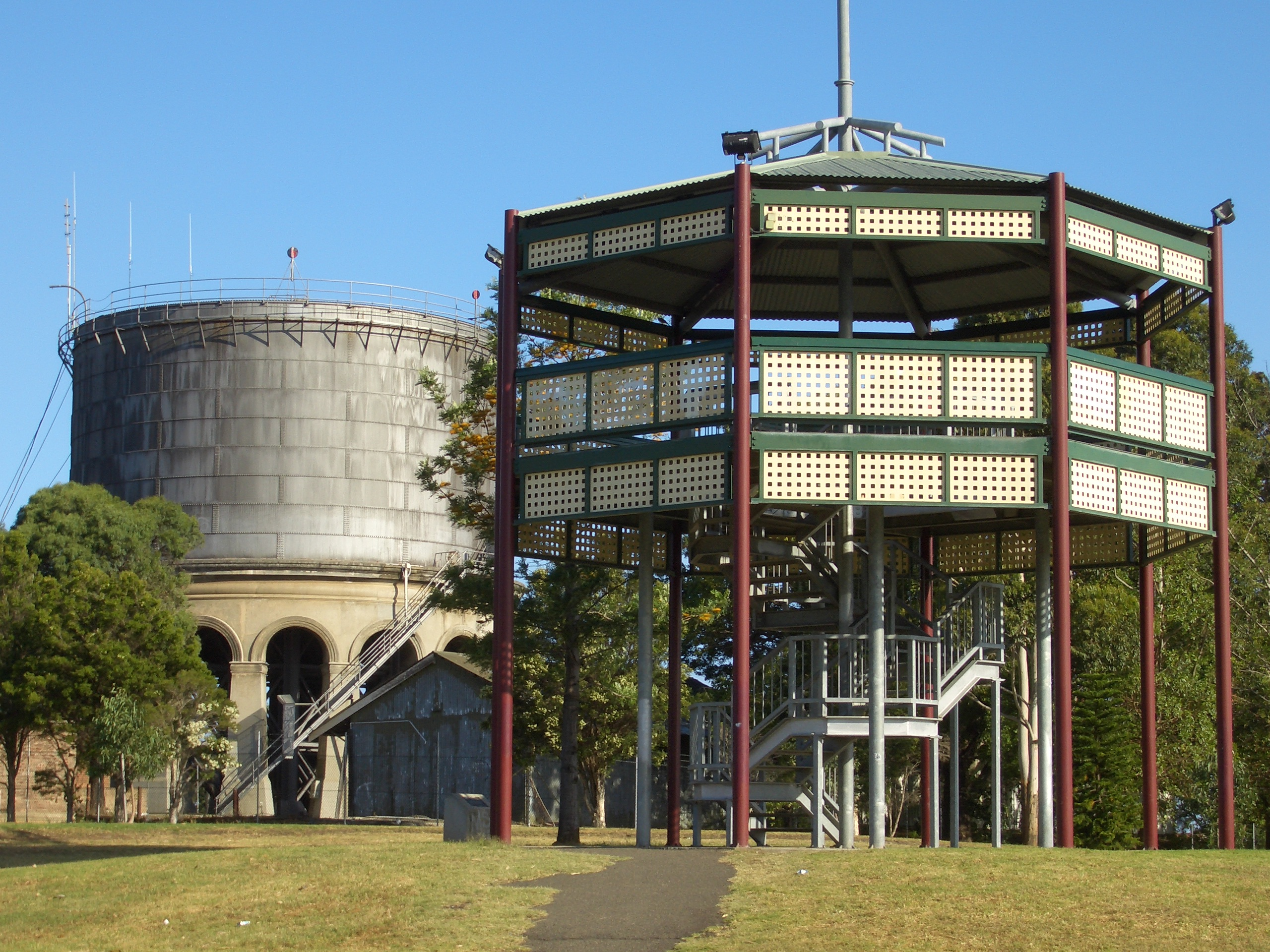
Parque da Paz

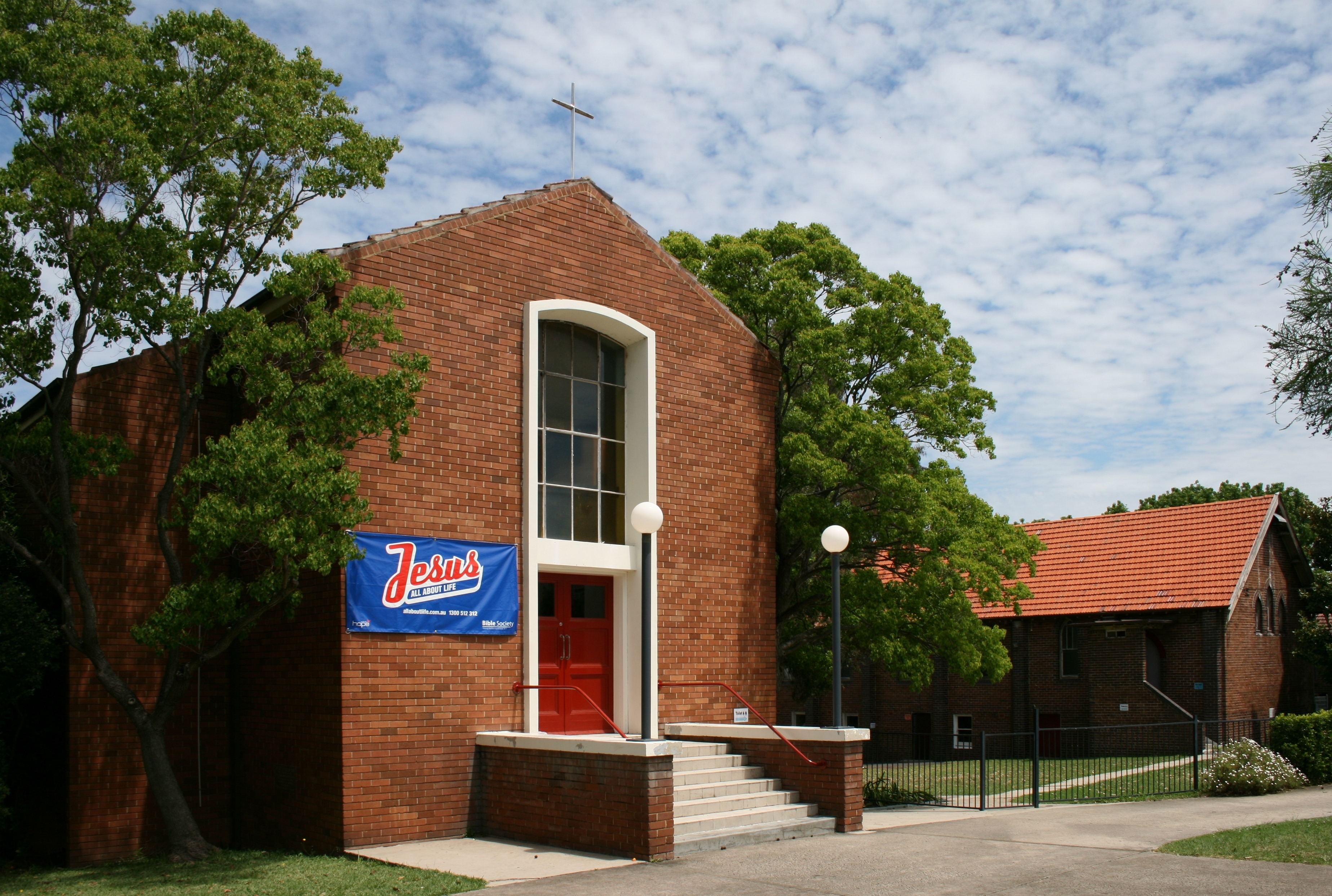
Igreja Anglicana de São Mateus